# Hans-Albers-Platz
Der Hans-Albers-Platz ist ein öffentlicher Platz im Hamburger Stadtteil St. Pauli, der südlich von der Friedrichstraße und nördlich von der Reeperbahn begrenzt wird. Rund um den Platz befinden sich Wohngebäude, teils aus dem 19. Jahrhundert, und in deren Erdgeschossen vielfach Restaurants, Bars und Hotels.

## Widmung
Der Platz hieß ursprünglich Wilhelms-Platz und wurde 1964, vier Jahre nach dem Tod des beliebten volkstümlichen Filmschauspielers Hans Albers, dessen Filme vielfach das umgebende Milieu nachzeichneten, umbenannt. Gelegentlich wird der Platz auch „Kleiner Kiez“ genannt. Seit 1986 befindet sich eine drei Meter hohe, von Jörg Immendorff geschaffene bronzene Statue mit der mimisch nachempfundenen Filmgestalt des Schauspielers mit seinem Schifferklavier in der Mitte des Platzes.

## Nutzung
Der Platz ist Teil des Rotlichtbezirks von St. Pauli und als solcher ab 20 Uhr für die Prostitution bzw. das Kobern freigegeben. Umgeben ist der Platz von Kneipen, Bars und Restaurants, darunter das Hans-Albers-Eck, The Academy, der Irish Pub Molly Malone, Frieda B. und das DrunkenLama, von denen einige auch Außengastronomie betreiben. Der Platz ist ein beliebter Drehort für Fernsehserien und Spielfilme wie das Tanz- und Stimmungslokal Große Freiheit Nr. 7 (1944), Auf der Reeperbahn nachts um halb eins (1954) und Das Herz von St. Pauli (1957). Aufgrund seiner exponierten Lage ist der Platz wiederholt Schauplatz von Streitigkeiten und Straftaten.

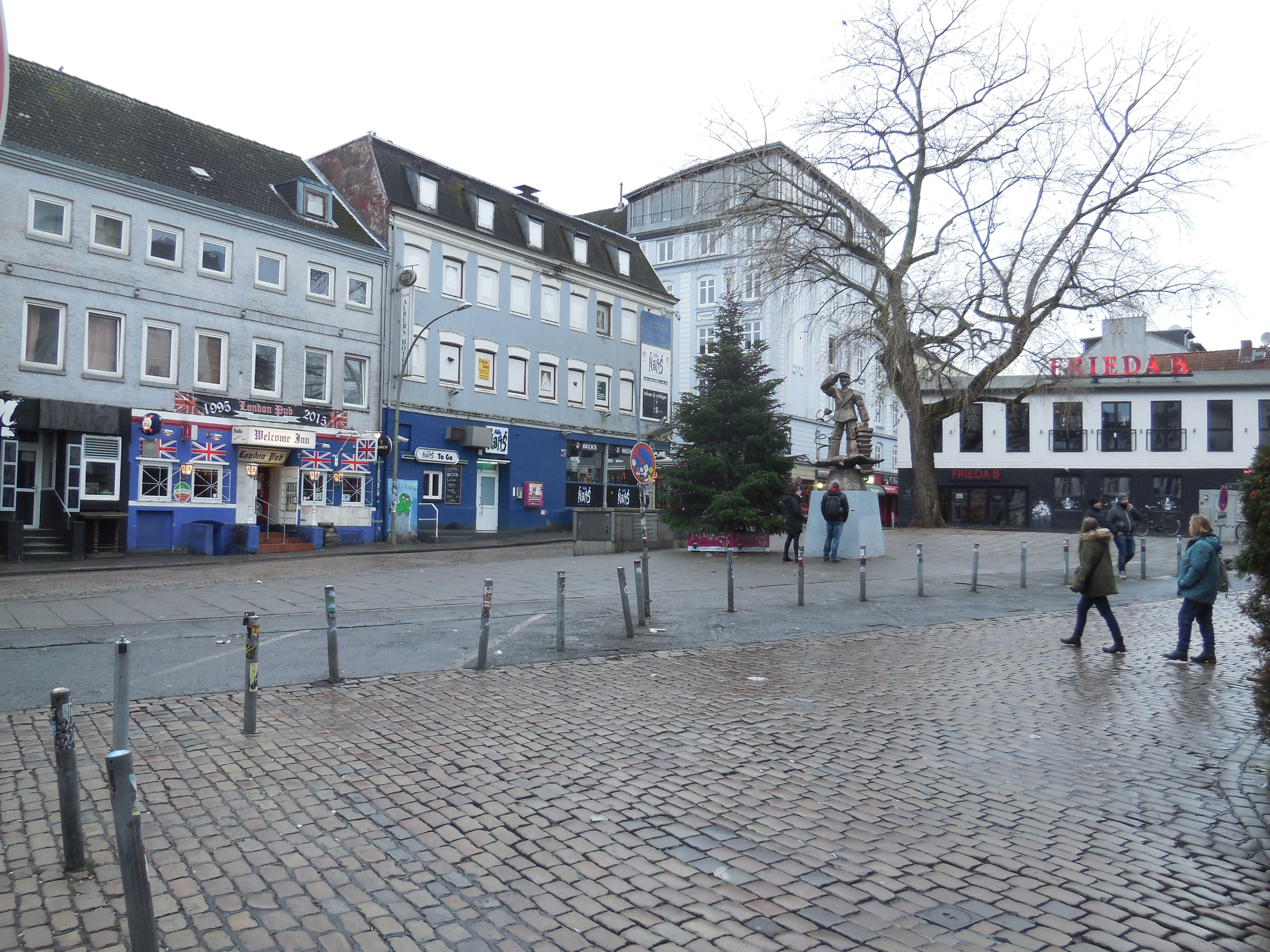
Blick nach Süden / zur Friedrichstraße
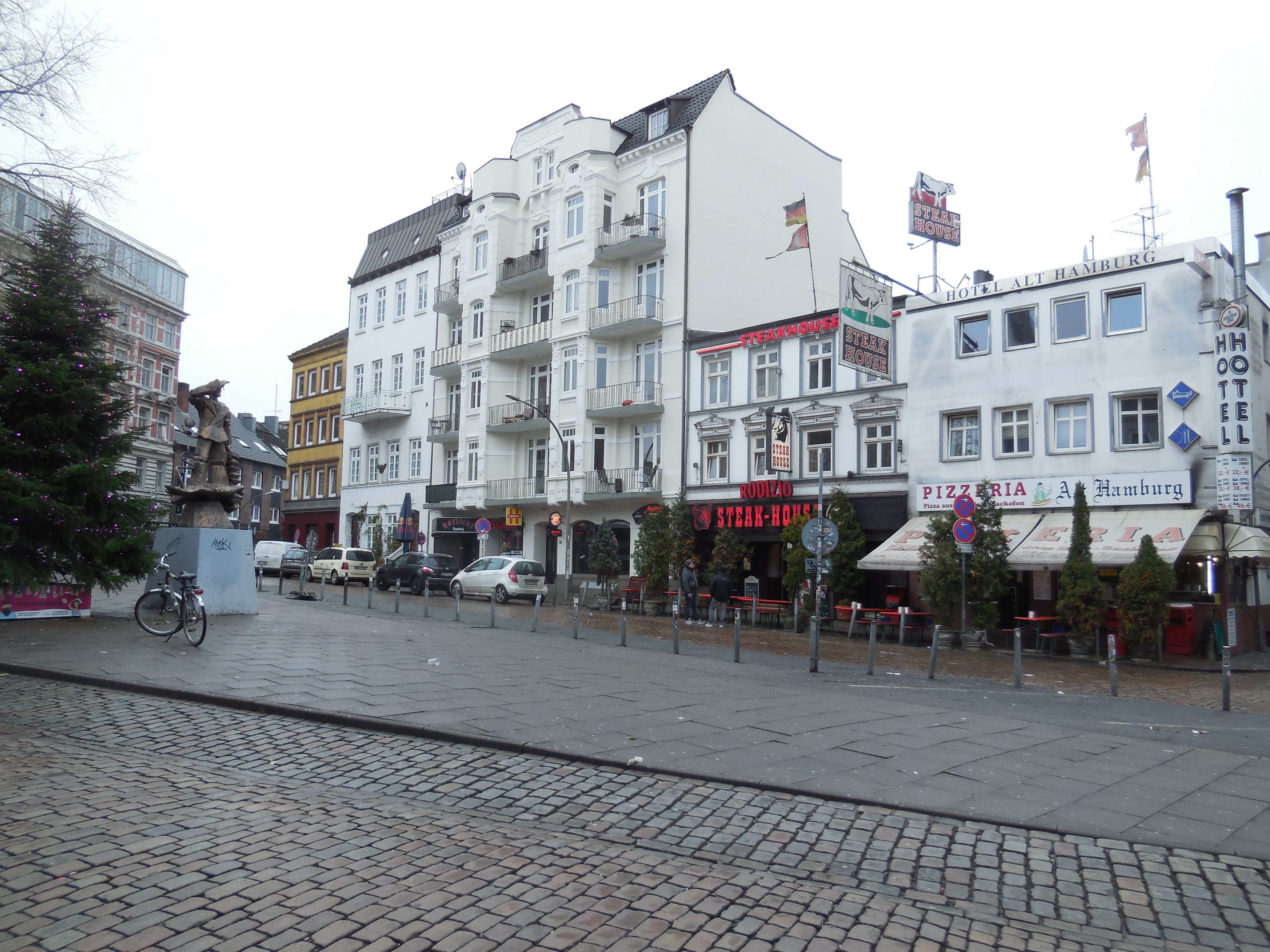
Blick nach Südwest
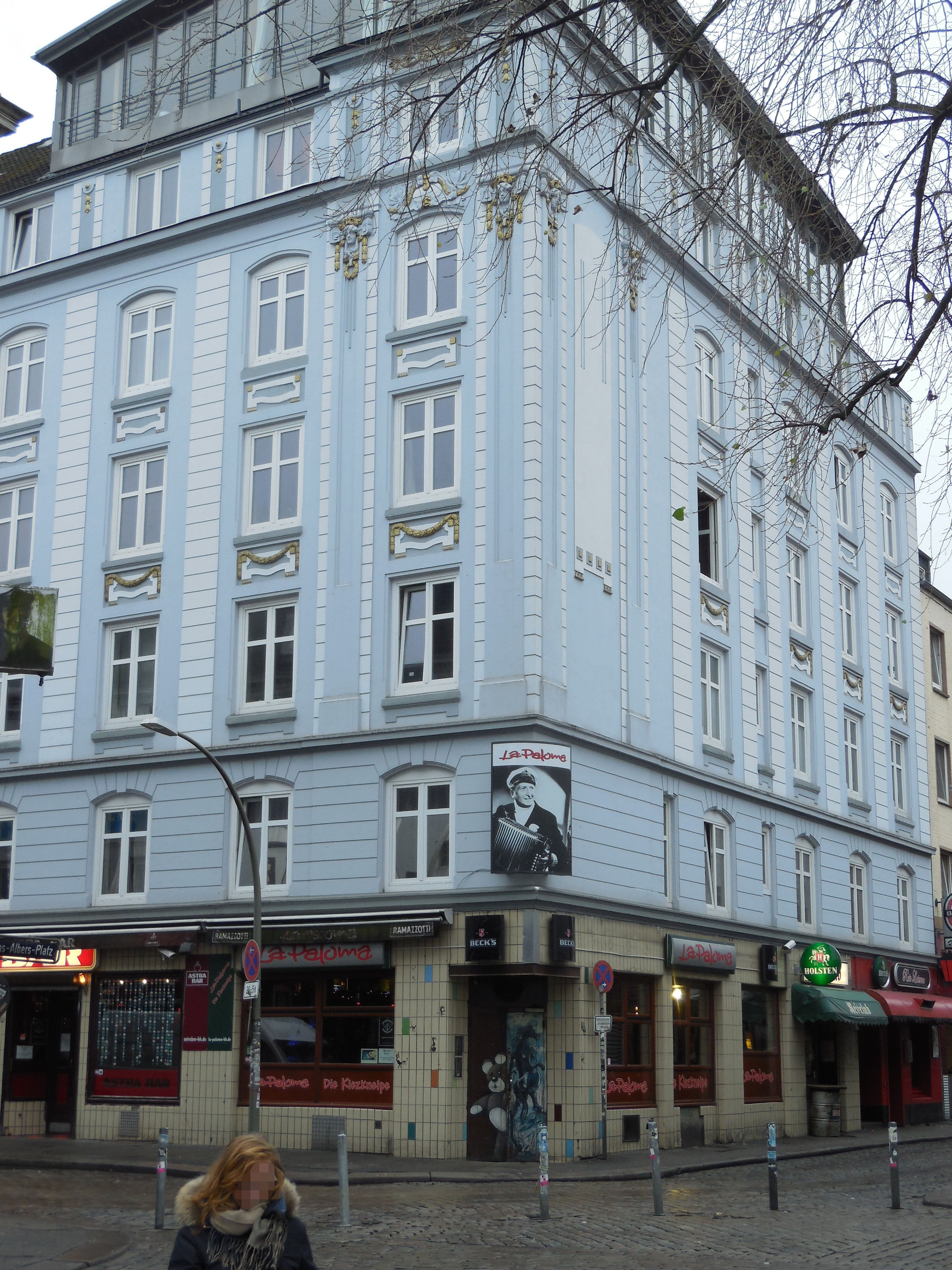
Eckhaus Friedrich- und Gerhardstraße mit Bar La Paloma
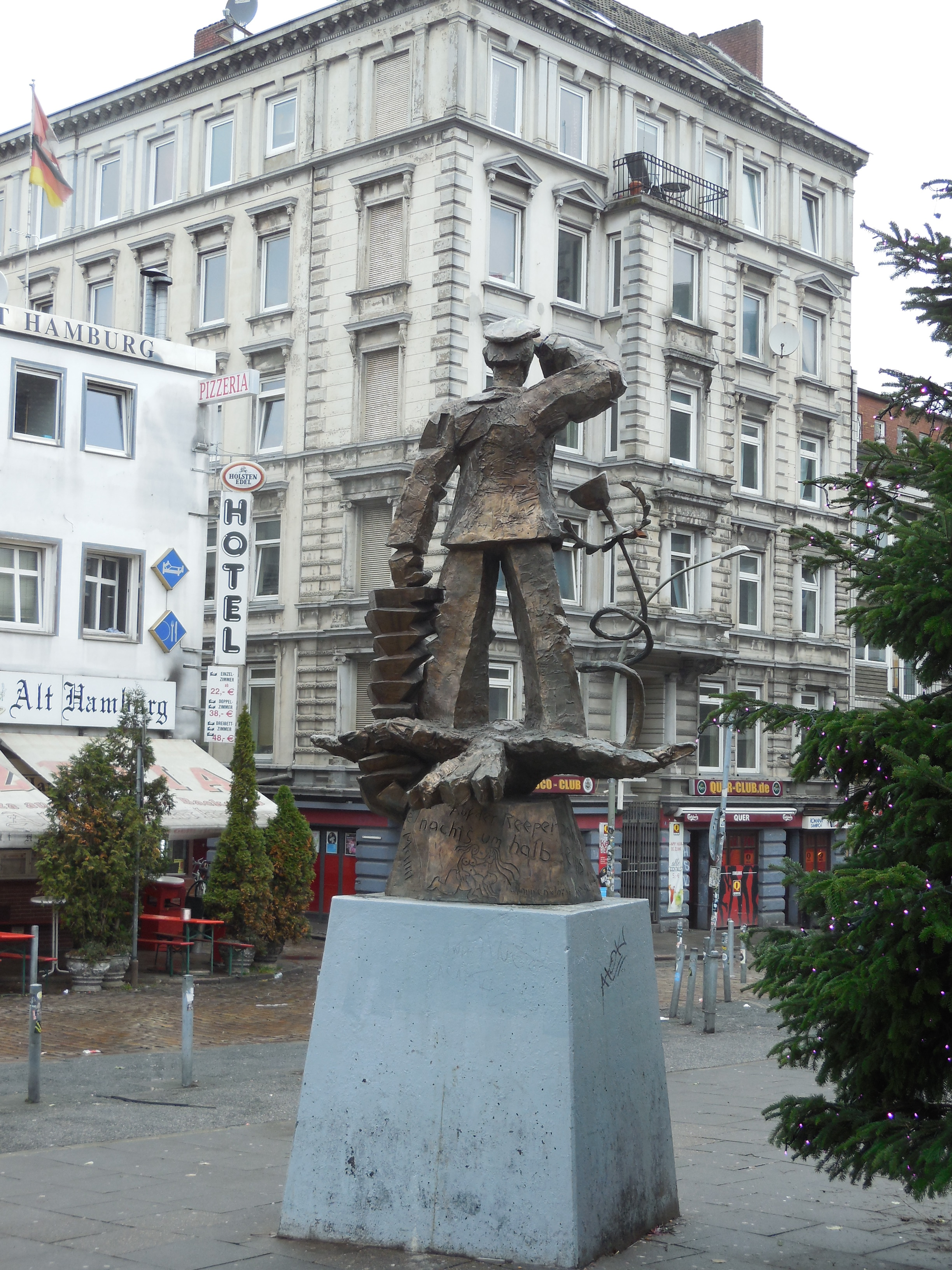
Die Bronzestatue mit Blick zur Reeperbahn
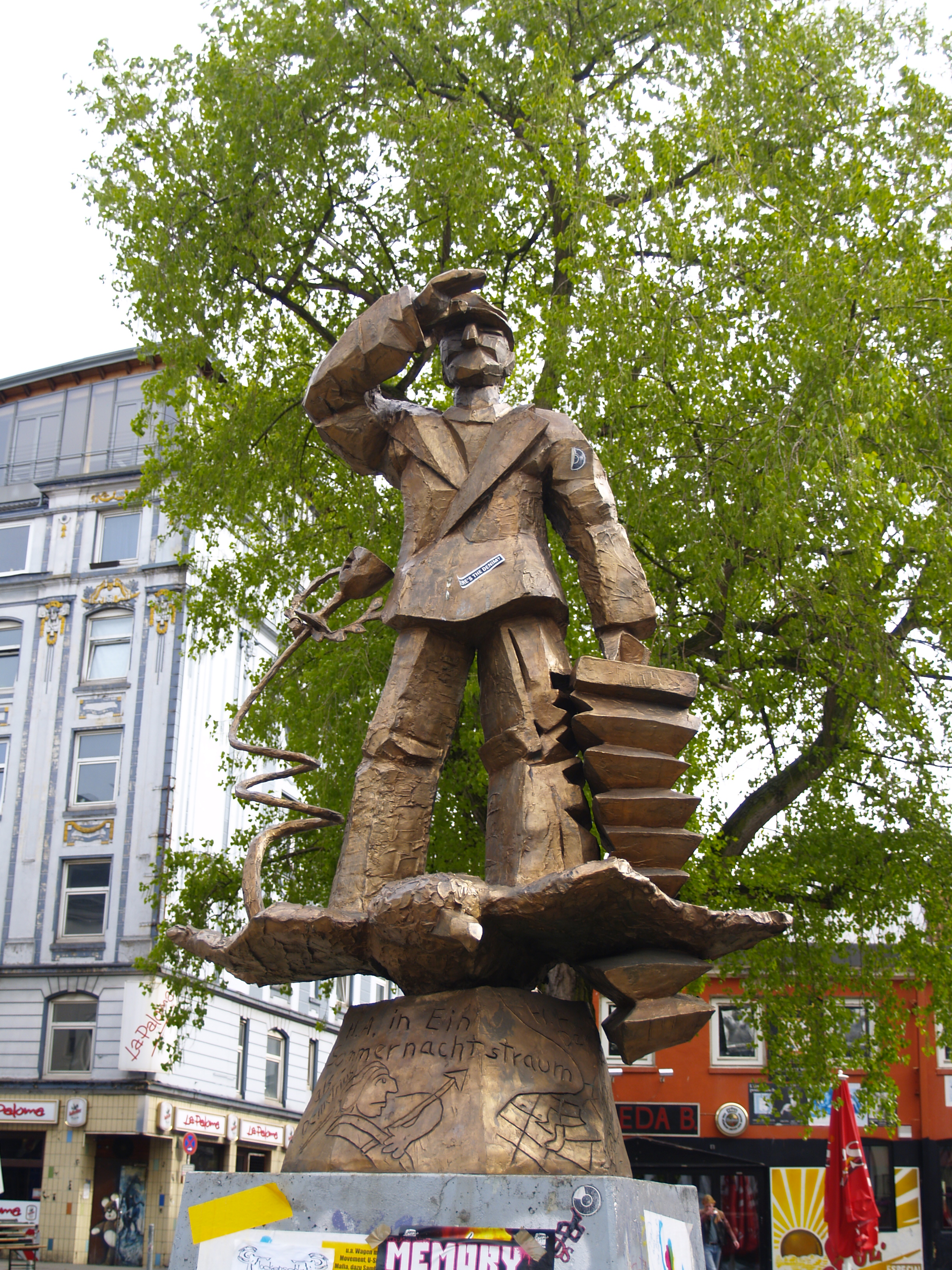
Albers-Statue Vorderansicht

## Denkmalschutz
Die um 1830 erbauten Häuser Hans-Albers-Platz 14, 15, 15a, 15b, 16, 17, 18 und 20 stehen unter Denkmalschutz nach der Liste der Kulturdenkmäler in Hamburg-St. Pauli unter der Ensemble-ID-Nummer 30052 bzw. den Einzelnummern 14756–14757 und 12957 bis 12959.